# Josef Ganz
Josef Ganz (Budapeste, Áustria-Hungria, 1 de julho de 1898 — St. Kilda, Austrália, 26 de julho de 1967) foi um engenheiro automobilístico e jornalista alemão.
Lutou pela modernização da indústria automobilística alemã, defendendo a ideia de produção de veículos mais baratos, econômicos e seguros. Graças à sua perseverança, as mudanças técnicas por ele defendidas foram adotadas em larga escala pelos fabricantes automotivos alemães. Josef Ganz usou o termo "Volkswagen " (carro do povo, no idioma alemão) para caracterizar seu conceito sobre um carro leve e barato o suficiente para o trabalhador alemão.

## Juventude
Josef Ganz nasceu numa família judia de Budapeste, sua mãe era húngara e seu pai, Hugo Markus Ganz, um diplomata e jornalista alemão. Muda-se com a os pais e a irmã mais velha para Viena, Áustria logo após seu nascimento e em 1908 para Frankfurt na Alemanha onde ganham a nacionalidade alemã em 1916. Aos 17 anos durante a Primeira Guerra Mundial, contribui com o exército inventando uma mira para armas antiaéreas . Após terminar os estudos, decide voltar a Viena para estudar engenharia mecânica na Escola Técnica Superior. Ao completar 18 anos alistou-se no exército como voluntário, na divisão de hidroaviões da Marinha Imperial Alemã, onde lutou e foi ferido em batalha na frente oriental. Como técnico  de engenharia de aviões, ajudou o dr. Max Michael Munk a construir um túnel de vento, onde teve seu primeiro contato com a aerodinâmica. Onde começa a pensar na aerodinâmica como ferramenta no desenvolvimento de automóveis mais modernos.

## Influências
Quando voltou da guerra, Josef Ganz passa a trabalhar como estagiário numa indústria química na cidade de Worms, quando compra uma motocicleta com a qual sofre vários acidentes. Isso o faz chegar á conclusão de que um veículo seguro deveria ter quatro rodas mas ter preço acessível ao trabalhador comum. A partir deste momento, Ganz passa a vislumbrar seu conceito de "Volkswagen", ou "carro do povo". Em Worms passa a conhecer o engenheiro Stephan Mittler, também apaixonado por automóveis e motocicleta e que convence Ganz de que é mais lógico instalar o motor na traseira do veículo para acionar as rodas traseiras, e assim suprimir o pesado eixo cardã que também causa atrito e vibração . Em dezembro de 1920, decide se mudar para Darmstadt para continuar seus estudos se matriculando na Escola Técnica Superior no curso de engenharia mecânica. Em setembro de 1921 faz o pedido de patente para um mecanismo de apertar parafusos .
Aos 23 anos viaja de Darmstadt até Berlim para visitar o Salão Alemão de Automóveis e entre todos os veículos expostos, nenhum chamou tanto a atenção do jovem Ganz, quanto o Tropfenwagen, criado pelo engenheiro Edmund Rumpler. O veículo tinha carroceria aerodinâmica em forma de lágrima, janelas curvas, lâmpada única no centro da carroceria e pára-lamas em formato de barbatanas. O motor ficava instalado atrás, logo à frente do eixo com suspensões independentes. O carro de Rumpler viria a ser a grande inspiração nos trabalhos de Josef Ganz: design elegante e futurista, transmissão eficiente e fácil de conduzir. No início de 1922 ele escreve uma carta para a revista Klein-Motor-Sport, na qual expôs as suas ideias sobre a necessidade de um veículo de quatro rodas barato com custo de aquisição e manutenção semelhante ao de uma motocicleta. O texto descreve o automóvel idealizado: motor traseiro de quatro tempos, refrigerado a ar, com cilindros horizontais, feito de liga leve e construído num único bloco, com a embraiagem e o câmbio de três marchas .
Em 1922 começa a estudar ondas de rádio eletromagnéticas e sistemas de suspensões de automóveis e motocicletas e chega à conclusão de que a estabilidade não depende do peso do carro, mas de um sistema de suspensão eficiente. Ele percebe que ao montar o motor na parte traseira, seria preciso amortecer as rodas traseiras com semieixos oscilantes, o mesmo recurso que ele vira no carro de Rumpler. Com um correto sistema de transmissão e suspensão, ele poderia criar um carro leve e estável e portanto mais seguro, um ponto de vista revolucionário para a época. 

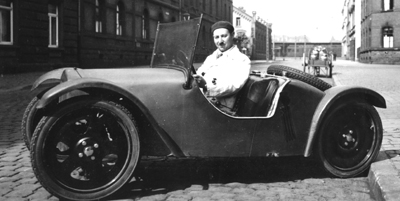
Josef Ganz no protótipo Maikäfer, 1931

## Por uma indústria mais moderna e democrática
Em 1923, Ganz começa a fazer os primeiros esboços de um carro pequeno, com suspensão independente nas quatro rodas com o banco do motorista instalado no centro e, de cada lado, um banco de passageiro ligeiramente atrás, o que garantiria boa distribuição de peso e boa visibilidade traseira. Um protótipo de 160 kg foi construído com a ajuda de Karl Herr que trabalhava na Benz e fora colega de Ganz nos tempos do exército.  E após sofrer mais um acidente de motocicleta no outono deste mesmo ano, Josef Ganz passa a ter ainda mais certeza de que um carro acessível para as massas é imprescindível. Nessa época, o Ford T de Henry Ford levava a indústria europeia a fabricar carros pequenos e baratos, mas sem conseguirem igualar à alta produtividade de Ford. Assim, em 1922 a Citroën lançara o Tipo C 5 HP que é copiado pela Opel no modelo 4 PS Laubfrosch, ambos com design mecânico convencional. Em 1923 Hans Ledwinka lança algo mais revolucionário, o Tatra 11 que dispunha de motor boxer de dois cilindros com refrigeração a ar e chassi com tubo central. As rodas traseiras tinham suspensão independente. Mas ambos os recursos não eram novidade para Ganz: assim como o semieixo oscilante de Edmund Rumpler, o chassi de tubo central fora patenteado no começo do século por Georg Klingenberg,  mas sem serem colocados em prática antes. Além do Rumpler Tropfenwagen, o Tatra 11 de Ledwinka passa a ser inspiração para o Volkswagen de Ganz. Em 1924 se especializa em engenharia automobilística e faz um pedido de patente para uma caixa de câmbio eletromagnética.  Escreve um artigo na revista Deutsche Motorsport Zeitung sobre suas ideias de um carro "para povo" , numa época de recuperação econômica da Alemanha do pós-guerra que produzia automóveis para a elite e que saiam das fábricas sem inovações técnicas que os tornassem mais leves, mais seguros e mais baratos. Os automóveis pequenos eram meras cópias de carros maiores, o que se traduzia em preços relativamente altos.
Na primavera de 1926, Josef Ganz escreve um artigo na Motor und Sport no qual critica a estagnação da indústria alemã e os métodos arcaicos empregados na construção dos automóveis, que segundo ele se resumia em pegar um motor e construir um chassi em volta dele e depois encaixar uma carroceria. Seu argumento era de que o carro deveria ser construído em torno das pessoas que o ocupariam e demonstrava pontos importantes que deveriam ser seguidos pela indústria, como melhor ponto para o centro de gravidade, as vantagens da aerodinâmica, das ligas leves e da suspensão independente.